# Südtiroler Küche

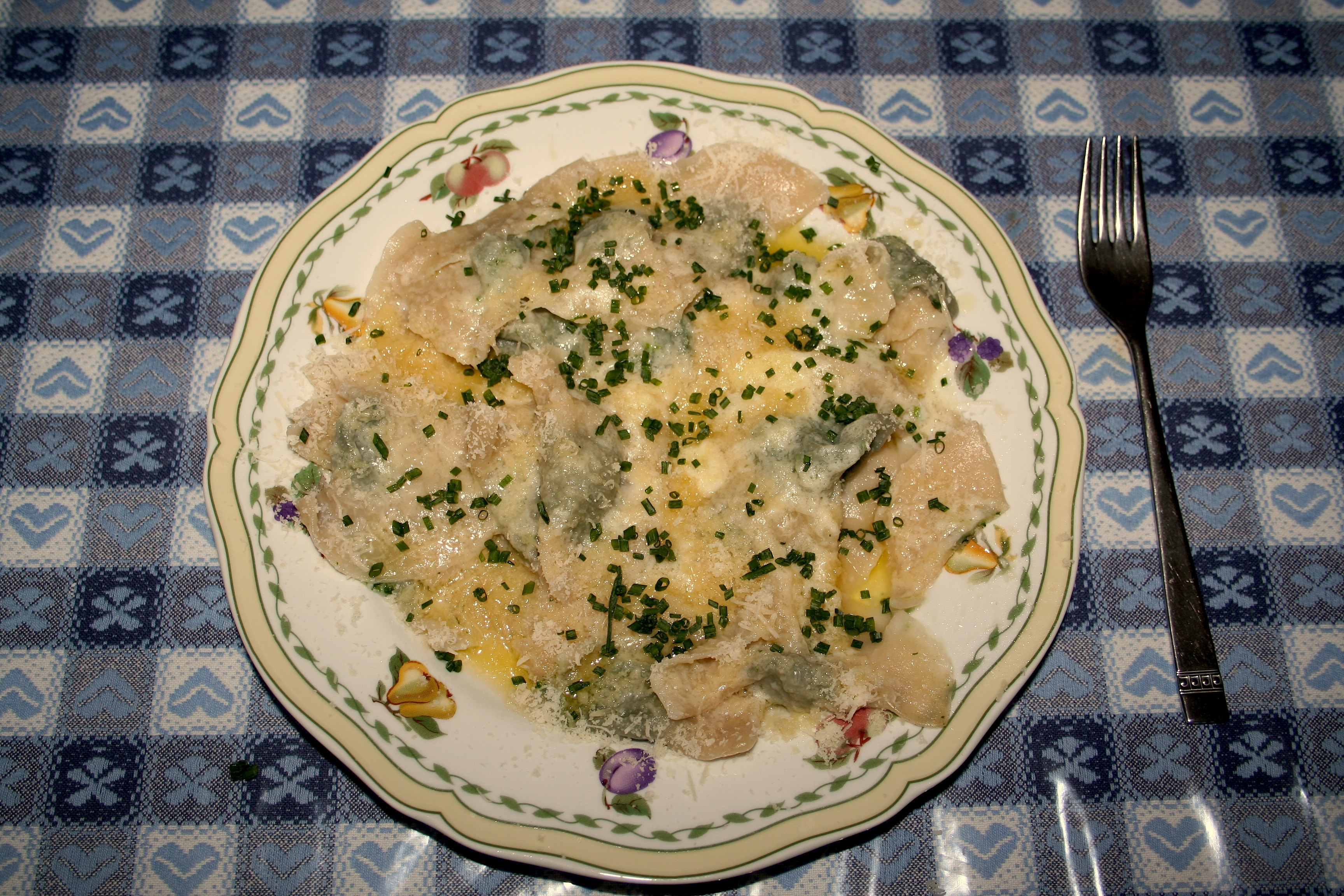
Schlutzkrapfen

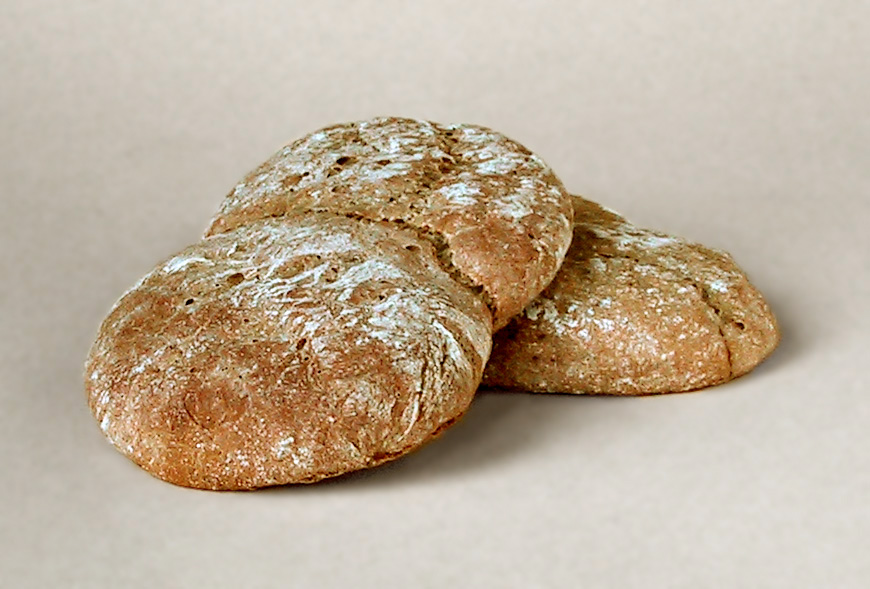
Vinschgauer

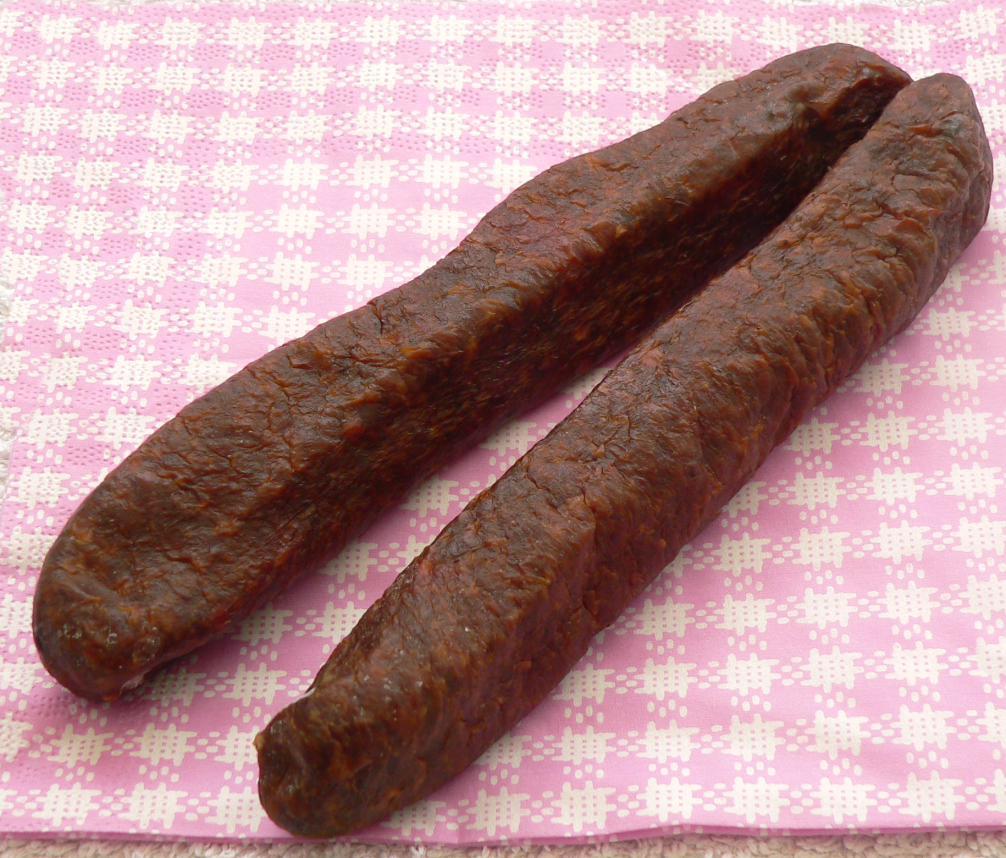
Kaminwurzen

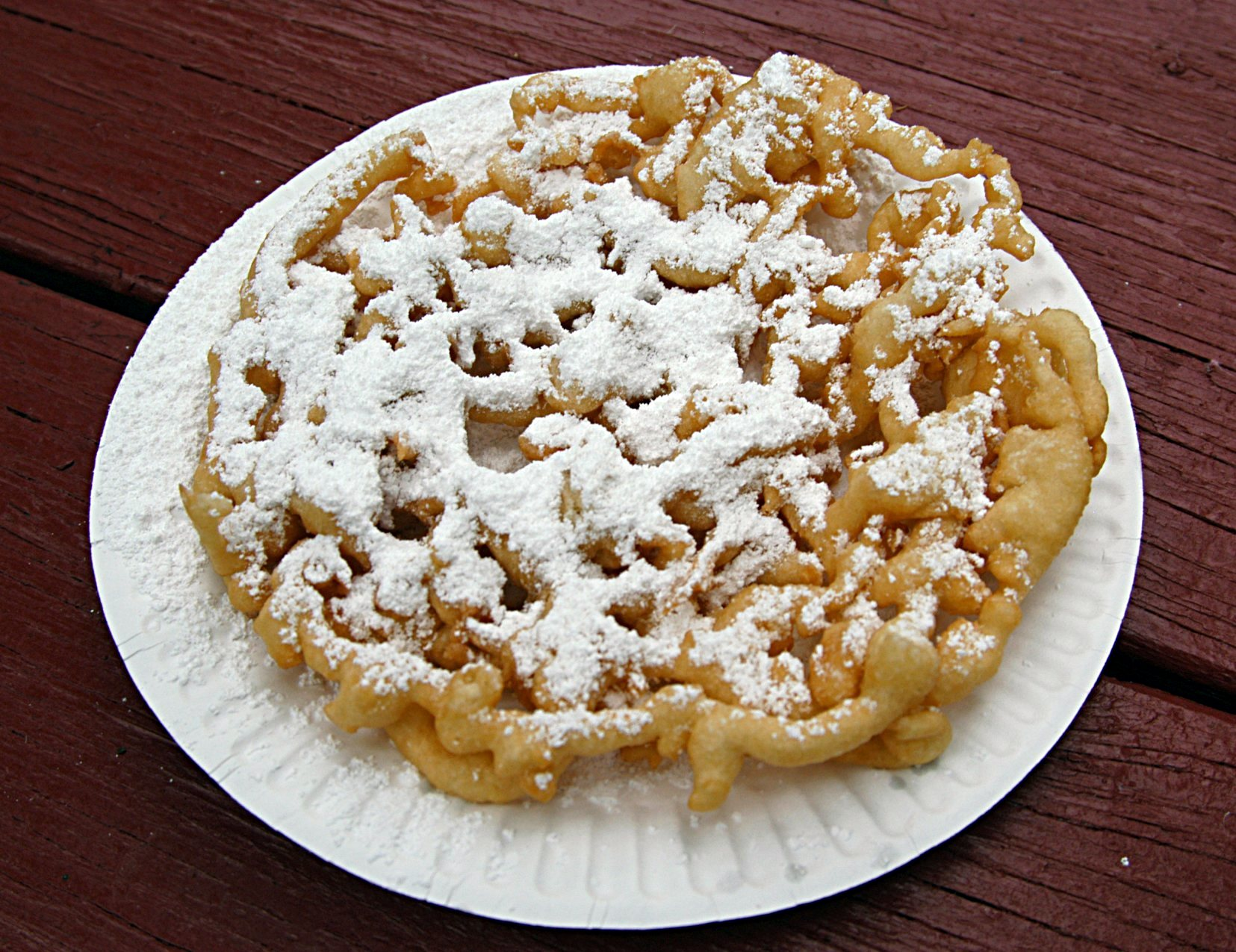
Strauben

Die Südtiroler Küche hat mit den anderen Regionalküchen Italiens relativ wenig gemeinsam. Zu deutlich ist hier die gemeinsame Geschichte mit Tirol zu spüren, und auch die österreichische und ungarische Küche wirken sich auf die örtliche Küche aus. Die Zugehörigkeit zum Heiligen Römischen Reich und zum österreichischen Kaiserreich hat ihre kulinarischen Spuren hinterlassen.

## Typische Gerichte und Nahrungsmittel
Zu den traditionellen Gerichten bzw. Nahrungsmitteln der bäuerlichen Küche Südtirols auf Getreidegrundlage zählten einst Weizen- und Hafer-Mus, Polenta, sowie Dinkel- und Roggen-Brot. Typische Brotsorten sind Schüttelbrot und Vinschgauer. Zudem ist Getreide auch die Grundlage für diverse Suppen, etwa die einfach aus Mehl, Schweineschmalz, Salz und Wasser gekochte Mehlsuppe, oder die mit Speck, Gerste und Gemüse bereitete Gerstensuppe.
Häufig angebaute Gemüsesorten waren traditionell Kohl, Rüben, Erdäpfel und Fisolen. Einen hohen Stellenwert besitzt der Weißkohl, der zu Sauerkraut verarbeitet wird.
Aufgrund der verbreiteten Viehwirtschaft konnte seit jeher in umfangreichem Ausmaß auf Milchprodukte zurückgegriffen werden. Als Kochfett diente früher in erster Linie Schweineschmalz. Fleisch wurde traditionell typischerweise zu Räucherwaren verarbeitet (also etwa zu Speck oder Kaminwurzen).
Suppen der traditionellen Südtiroler Küche sind Saure Suppe, Brennsuppe, die Terlaner Weinsuppe; und Suppeneinlagen wie Milzschnitten, Tirteln, Krapfen.
Warme Vorspeisen wie beispielsweise Schupfnudeln, Schwarzplentene Knödel, Schlutzkrapfen.
Hauptgerichte der traditionellen Südtiroler Küche sind z. B. Bauernbratl, Schöpsernes, Wildgerichte, Semmelknödel, Schlachtplatte, Aufschnittplatten, die als „Marende“ verzehrt werden.
Traditionelle Südtiroler Süßspeisen sind beispielsweise Strauben, Krapfen, Küchlein, Marmeladen und Kompotte.

## Weinbau
Der Weinbau im heutigen Südtirol geht in seinen Ursprüngen wahrscheinlich bereits auf vorrömische Zeiten zurück. Das per DOC geschützte Südtiroler Weinbaugebiet erstreckt sich an den Hängen des Etschtals – vorwiegend südlich von Bozen entlang der Weinstraße – und des Eisacktals in Höhenlagen zwischen etwa 220 und 1000 m s.l.m. Im Jahr 2012 umfasste die gesamte Weinbaufläche 5.360 ha. Damit gehörte es zu den kleinsten italienischen Weinbauregionen (etwa 0,7 % der Gesamtfläche). Die qualitätsvollen Weißweine aus Südtirol werden zu den besten Italiens gezählt, seit den frühen 1990er Jahren erwarben auch die Rotweine großes Renommée; zu den bedeutendsten Sorten zählen bei den weißen Gewürztraminer, Ruländer und Weißburgunder, bei den roten Blauburgunder, Lagrein und Vernatsch.

## Bier
Die Bierproduktion in Südtirol hat seit Beginn des Mittelalters eine lange Tradition, wobei die erste urkundliche Erwähnung zwischen 985 und 993 stattfand. Damals wurde das Bier vor allem in Klosterbrauereien und später auch in nicht-geistlichen Brauhäusern hergestellt. Anfangs galt es als Nahrungs- und nicht als Genussmittel.
Forst, die größte Brauerei des Landes, existiert seit 1857 und produziert verschiedene Biersorten.

## Gastronomie
Mit dem aufkommenden Tourismus kam es in den 1960er und 1970er Jahren zu einer Renaissance der regionalen Küche, etwa im Rahmen des rasch popularisierten „Törggelen“ oder der etwas später ins Leben gerufenen „Spezialitätenwochen“, die den Touristen lokale Besonderheiten zu vermitteln versuchten. Dabei wurde die alte Tiroler Kost mit modernen Zubereitungs- und Verarbeitungstechniken sowie unter dem Einfluss der italienischen Küche dem aktuellen Geschmack angepasst. In der Gastronomie entstammt im Durchschnitt etwa ein Drittel des Angebots der lokalen Küche, ein Drittel der italienischen und ein Drittel dem Standardangebot der internationalen Küche.